# Wasserturm Böhl
Der Wasserturm in Böhl, einem Teilort der Gemeinde Böhl-Iggelheim in Rheinland-Pfalz, wurde 1934 als Kernstück der Wasserversorgung des Ortes erbaut. Er nimmt das Wasser von zwei Brunnen der Ortslage auf und hat eine Kapazität von 180 Kubikmetern. Vom Turm aus wird das Wasser in das Ortsleitungsnetz verteilt, außerdem werden die Pumpen der Wasserhäuser vom Turm aus überwacht. Der Turm mit der Adresse Am Wasserturm 13a steht unter Denkmalschutz.

## Geschichte
Die Wasserversorgung in Böhl erfolgte bis ins frühe 20. Jahrhundert vor allem durch Pumpbrunnen aus dem Grundwasser. Die Wasserqualität war dabei nicht überall ausreichend. So wurde z. B. beim Bau des 13 Meter tiefen Schulbrunnens auf dem Schulplatz 1913 von der Speyerer Untersuchungsanstalt für Nahrung und Genussmittel festgestellt, dass das Wasser nicht den Anforderungen an gesundes Trinkwasser entspräche, weil sich der Brunnen auf einem stark verunreinigten Terrain befände. Im März 1928 gab es 520 Pumpbrunnen und 6 elektrisch betriebene Brunnen in Böhl. 
Im Sommer 1928 entwarf das zuständige Landesamt für Wasserversorgung in München einen Plan für eine Gruppenwasserversorgung der Gemeinden Haßloch, Böhl, Iggelheim, Geinsheim und Duttweiler. Das benötigte Wasser sollte drei Brunnen auf Gemarkung Duttweiler entnommen werden. In den betreffenden Gemeinden fand die Planung ein geteiltes Echo, so dass die Umsetzung nicht beschlossen wurde.
Im Herbst 1928 boten ein Herr Bernauer aus Königsbach und die Gemeinde Königsbach der Gemeinde Böhl insgesamt drei Quellen zum Betrieb einer Wasserversorgung an. Nach Pumpversuchen erbrachten diese Quellen mit 2 Litern pro Sekunde aber zunächst noch eine zu geringe Wasserleistung. Die Bernauersche Quelle wurde daraufhin tiefer gebohrt, erbrachte aber weiterhin nicht genügend Schüttung. Es schlossen sich verschiedene weitere Bohrungen und Untersuchungen sowie Vorverhandlungen über den Kauf der Quellgrundstücke an, doch im Januar 1930 wurden die Pläne für Wasser aus Königsbach verworfen.
In der Folgezeit konzentrierte man sich auf die Suche nach geeigneten Quellen auf eigener Markung und wurde bei einer Probebohrung auf einem gemeindeeigenen Gelände an der Hochdorfer Straße auch prompt fündig, wo man auf eine Quelle mit einer geschätzten Leistung von 8 bis 10 Litern pro Sekunde stieß. Bis zum September 1930 war der Brunnen ausgebaut und erbrachte 13 Liter pro Sekunde. Die Gemeinde wollte die damals zahlreichen Arbeitslosen der Gemeinde zum Bau eines Wasserleitungsnetzes einsetzen, scheiterte aber an politischen Widerständen. Die Gemeinde Haßloch bot unterdessen an, Böhl an seine Wasserleitung anzuschließen. Da man aber von der Wirtschaftlichkeit einer eigenen Wasserversorgung überzeugt war, lehnte man in Böhl dankend ab. Den Ausbau der eigenen Wasserversorgung konnte man sich vorerst aber auch nicht leisten.
Erst im August 1933 erhielt Böhl die Zusage eines Zuschusses in Höhe von 145.000 RM aus dem Arbeitsbeschaffungsprogramm der Reichsregierung, so dass die Gemeinde im September 1933 die Fertigstellung der Wasserversorgung beschließen konnte. Der Beginn der Arbeiten war am 1. April 1934. Der größte Teil der Kosten entfiel auf die Zuleitung, das Ortsrohrnetz und die Anschlussleitungen, deren Einrichtung für rund 100.000 RM an die Fa. Reimer in Schauernheim vergeben wurde. Der Bau eines Wasserturms schlug mit rund 30.000 RM zu Buche und wurde an die Fa. Hoffmann und Söhne in Mannheim vergeben. Die Pumpstation mit Veredelungsanlage würde für rund 5.000 RM die Fa. Emil und Eugen Gräber aus Böhl errichten. Weitere kleinere Posten für insgesamt 10.000 RM wurden an die Fa. Sulzer aus Ludwigshafen (Pumpen), BBC in Mannheim (Motoren mit Zuleitung und Installation) sowie Bopp und Reuther in Mannheim (Wasseruhren) vergeben.
Beim Bau des Wasserturms ereignete sich am 16. Mai 1934 ein tödliches Unglück, als der 47-jährige Bauarbeiter Johann Heinz von einem herabstürzenden Balken erschlagen wurde.
Das Wasserleitungsnetz wurde am 14. Juli 1934 in Betrieb genommen.
Das Wasser wurde durch das Pumpwerk aus dem 40 Meter tiefen Brunnen an der Hochdorfer Straße mit einer Kapazität von 20 Kubikmeter pro Stunde gefördert und dann über eine 125 mm dicke Zuleitung in den 34,83 Meter hohen Wasserturm gepumpt, der eine Kapazität von 180 Kubikmetern hat. Der niedrigste Wasserspiegel im Turm beträgt 25,33 Meter, der höchste 30,33 Meter. Vom Wasserturm wird das Wasser dann in das Ortsleitungsnetz abgeleitet.
Im Zweiten Weltkrieg wurde der Wasserturm beim Kampf um Böhl im März 1945 beschädigt. Die Wasserversorgung fiel wegen der ebenfalls beschädigten Stromversorgung für einige Wochen aus. Beschussspuren an der Fassade des Wasserturms waren noch mehrere Jahrzehnte zu sehen.
Nach dem Zweiten Weltkrieg musste die Böhler Wasserversorgung mehrmals erweitert werden, da die Wasserkapazität des Brunnens an der Hochdorfer Straße nicht mehr ausreichte. 1960 wurde ein zweiter Brunnen mit einer Tiefe von 45 Metern an der Hochdorfer Straße erstellt, der im Folgejahr den alten Brunnen ersetzte. 1963 erbaute die Gemeinde an der Ludwigstraße einen zusätzlichen Brunnen mit einer Tiefe von 75 Metern, der später bis auf 101 Meter vorgetrieben wurde. Dieser Brunnen hat eine Schüttung von 50 Kubikmetern Wasser pro Stunde.
Der Wasserturm wurde 1994/95 saniert, wobei man auch die verbliebenen Kriegsschäden beseitigt und die Fassade neu gestaltet hat.
Der Wasserturm ist bis heute das zentrale Element der Böhler Wasserversorgung. Ein Funksteuergerät im Wasserturm überwacht die insgesamt sechs Pumpen in den Wasserhäusern in der Hochdorfer und der Ludwigsburger Straße und meldet eventuelle Störungen unverzüglich dem Gemeindeamt oder dem Wassermeister.